# Casino dei Boschi

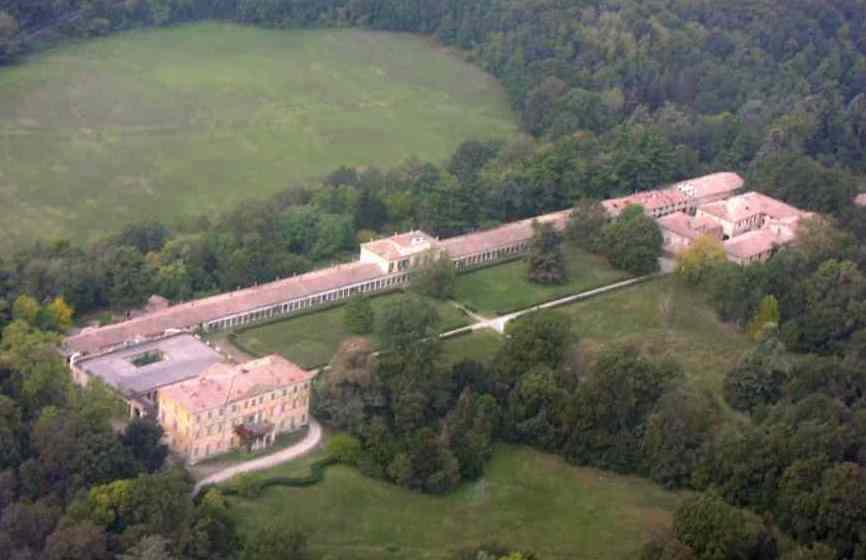
Luftbild des Casino dei Boschi

Das Casino dei Boschi ist ein klassizistisches Landhaus. Es liegt im Parco Naturale Regionale dei Boschi di Carrega in der Via Olma 2 in Sala Baganza in der italienischen Region Emilia-Romagna.

## Geschichte

### 17. Jahrhundert
Im 16. Jahrhundert gehörten die Wälder den Grafen von Sala Baganza, Sanvitale, aber 1612 konfiszierte der Herzog von Parma, Ranuccio I. Farnese, sie von Graf Alfonso Sanvitale, weil er annahm, dass dieser an einer Verschwörung der Lehensnehmer teilgenommen hatte, die zur Todesstrafe für zahlreiche Adlige der Provinz Parma führte.

### 18. Jahrhundert
Während viele Teile der Besitzungen in den folgenden Jahrzehnten aufgeteilt und verkauft wurden, blieben die Wälder Jagdgrund der Herzöge Farnese und später derer von Bourbon-Parma.
Die Herzogin Maria Amalia, Gattin des Herzogs Ferdinand Bourbon-Parma, beauftragte 1775 den Hofarchitekten Ennemond Alexandre Petitot mit dem vollständigen Umbau des Jagdschlosses, das in der Mitte der Besitzung lag. An der Stelle des bisherigen Gebäudes wurde eine elegante, klassizistische Herzogsresidenz mit angrenzendem Turmoratorium errichtet, die 1789 fertiggestellt wurde.

### 19. Jahrhundert
1819 kaufte die Herzogin Marie-Louise die Wälder und das Casino dei Boschi und beauftragte den Architekten Niccolò Bettoli mit der Erweiterung. Dieser ließ den Turm abreißen, die langen Kolonnaden namens „Prolunga“ und das „Casinetto“ mit dem kleinen Theater im Innenhof anbauen, stockte das Landhaus auf und erweiterte es, und schloss die Arbeiten 1826 ab.
Im Folgejahr kaufte die Herzogin das benachbarte Anwesen von Ferlaro, wo sie vom Architekten Paolo Gazola ein weiteres Landhaus für ihre beiden Kinder Albertine und Wilhelm von Montenuovo aus der morganatischen Ehe mit Adam Albert von Neipperg bauen ließ. Sie beauftragte darüber hinaus den Gärtner Carlo Barvitius mit der Anlage eines großartigen Englischen Gartens auf dem Anwesen, der reich an monumentalen Pflanzen aus dem Apennin um Parma, den Alpen des Trentino und exotischer Länder war. Darüber hinaus wurden zusätzlich zu den früheren, geradlinigen Wegen zahlreiche kurvige Straßen gezogen, um das Casino dei Boschi, die Villa del Ferlaro und die zahlreichen Nebengebäude mit Collecchio und Sala Baganza zu verbinden. Die Arbeiten, die 1832 abgeschlossen wurden, umfassten auch die Schaffung einer großartigen Zedernallee zwischen den beiden Landhäusern.
1835 schenkte die Herzogin das immense Anwesen von mehr als 2000 Hektar der herzoglichen Liegenschaftsverwaltung von Parma; es fiel nach ihrem Tod 1847 an die Herzöge Bourbon-Parma. Nach der Vereinigung Italiens fielen die Ländereien an das Haus Savoyen, das sie 1870 größtenteils an den Bauingenieur Severino Grattoni als Bezahlung für die Projektierung und Bauleitung des Mont-Cenis-Eisenbahntunnels abgab.
1881 verkaufte die Witwe des Bauingenieurs das Anwesen an die Fürsten Carrega di Lucedio, die aus Genua stammten.

### 20. und 21. Jahrhundert
In der ersten Hälfte des 20. Jahrhunderts wurde das große Anwesen zwischen den Erben aufgeteilt und teilweise verkauft. Das Casino dei Boschi blieb bei den Fürsten Carrega di Lucedio, die einen Teil der „Prolunga“ und des „Corte rustica“, auch „Ghetto“ genannt, an etwa 30 Familien. Dort wurden auch einige Handwerksbetriebe eröffnet, die mit einigen Erweiterungen und Überarbeitungen in unpassender Weise diesen Teil des Komplexes veränderten. Die letzten Bewohner verließen diesen Ort nach 1960, während das Casino dei Boschi im Verfall versank. Das Erdbeben vom 9. November 1983 verursachte gewaltige Schäden an den Gebäuden, die teilweise unbewohnbar wurden.
1994 verkauften die Carregas das „Casinetto“ an das Konsortium Parco naturale regionale dei Boschi di Carrega, das sich um die Restaurierung kümmerte. Das Konsortium kaufte in den folgenden Jahren auch den Park vor der Villa, der seitdem öffentlich zugänglich ist, und einige Teile des Komplexes, darunter die „Prolunga nord“ und die „Ghaicciaia piccola“ (dt.: kleines Eishaus). Mit Ausnahme eines Teils der „Prolunga sud“, der noch bewohnt ist, verblieb der Rest der Gebäude in prekärem Zustand, so sehr, dass eine Gruppe von Leuten sich veranlasst sah, ein Komitee zur Rettung der Gebäude vor dem Einsturz zu bilden. 2014 wurden in der Projektzählung „I Luoghi del Cuore“, die vom Fondo Ambiente Italiano betrieben wurde, 5567 Stimmen gesammelt. Der Fürst Raffaele Carrega hatte sich im Folgejahr bereiterklärt, das Casino dei Boschi an diese Organisation zu übertragen, um die Restaurierung zu ermöglichen.

## Beschreibung
Der enorme Park erstreckt sich über hügeliges Gelände zwischen den Zentren von Talignano, Pontescodogna, Collecchio, Sala Baganza und San Vitale Baganza. Eine Reihe von geraden und kurvigen Straßen durchqueren ihn, von denen zwei zum Casino dei Boschi führen, das fast im geometrischen Schwerpunkt des Anwesens liegt. Der große Komplex besteht aus dem Landhaus, der „Prolunga“ mit „Casinetto“ in der Mitte, dem „Corte rustica“ (auch „Ghetto“ genannt), der „Casa di Pietra“ und den Eishäusern.

### Landhaus

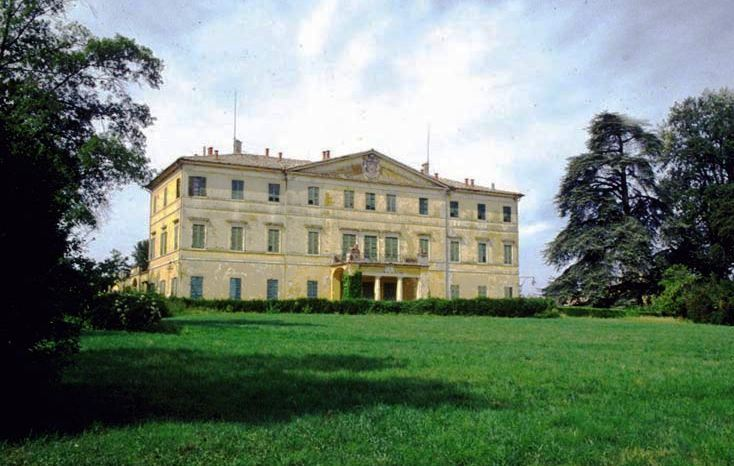
Die Hauptfassade des Landhauses vom Monumentalgarten aus gesehen

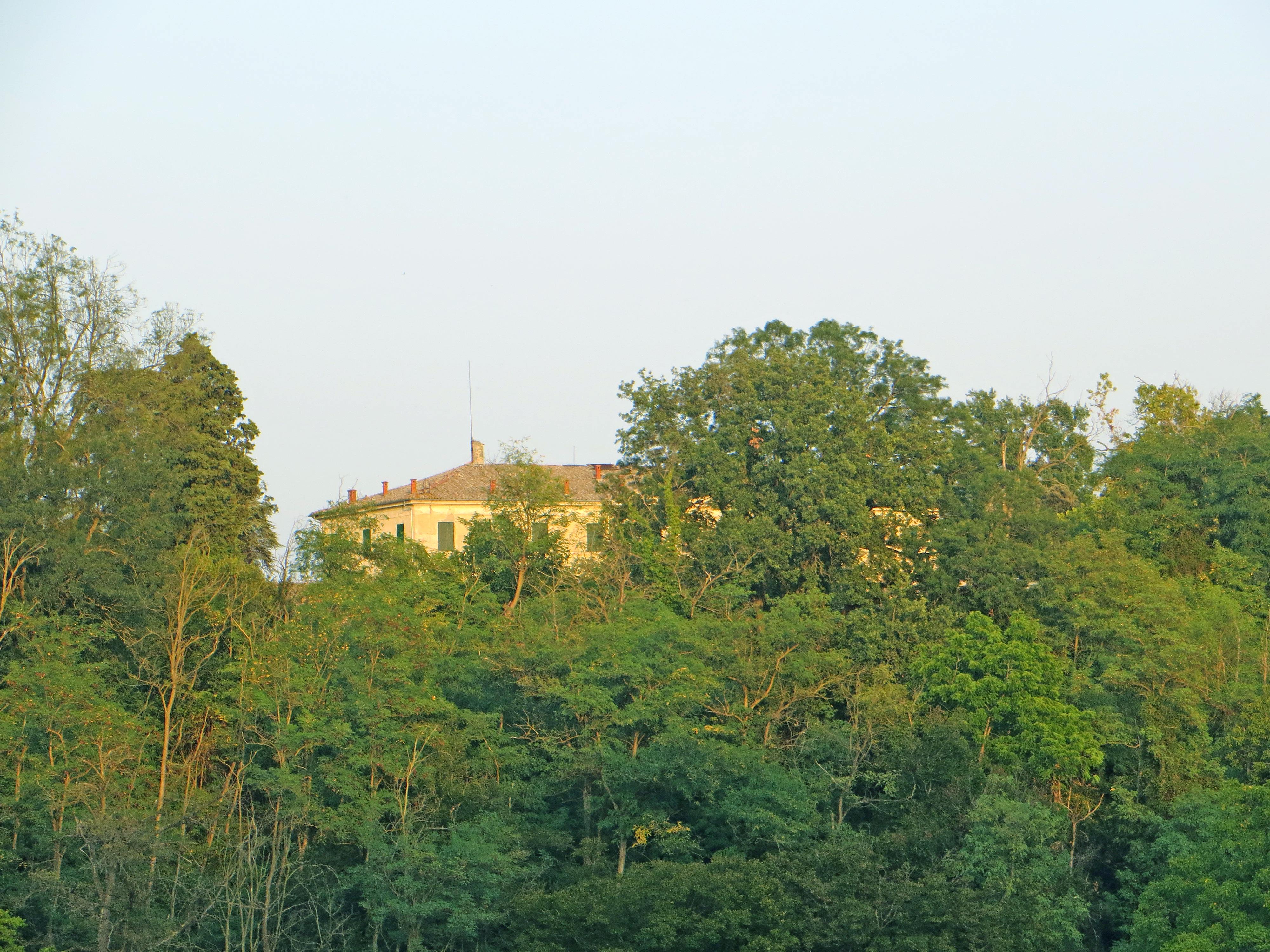
Die Rückfassade des Landhauses von den „Boschi di Carrega“ aus gesehen

Die Villa hat eine Gesamtfläche von etwa 3000 m² und besteht aus dem vorderen Wohngebäude mit drei Stockwerken und dem ebenerdigen Rückgebäude, getrennt durch einen Innenhof, der mit Kolonnaden umgeben ist.
Die symmetrische Hauptfassade, vollständig verputzt, wie der Rest des Gebäudes, ist vertikal dreigeteilt; der mittlere Teil springt ganz leicht vor. In der Mitte sind drei breite Eingangsportale angeordnet; davor befindet sich eine Vorhalle, gestützt von zwei massigen Pilastern an den Ecken und zwei Säulen mit dorischen Kapitellen in der Mitte; sie trägt einen Balkon im Stockwerk darüber. Auf letzteren öffnen sich drei Fenstertüren mit Rahmen und darüber liegendem Architrav, analog zu den seitlichen Fensteröffnungen. Paare von Gesimsen trennen die drei Stockwerke, während sich darüber eine breite Verdachung befindet, die in der Mitte ein großes Wappen des Herzogtums Parma, Piacenza und Guastalla aus der Zeit der Herzogin Marie-Luise trägt.
Die Linien der Hauptfassade setzen sich auch entlang den Seitenfassaden und der Rückfassade fort, die ein Tympanon mit geringeren Abmaßen als die Hauptfassade trägt. Auf der Rückseite überblickt man einen kleinen Hof mit dorischen Kolonnaden und darüber liegender Terrasse in Fortsetzung des ebenerdigen Rückgebäudes, in dem ein kleines Oratorium und weitere Nebenräume untergebracht sind.
Im Inneren des Landhauses sind zahlreiche mit Stuck und Fresken aus dem 18. Jahrhundert dekorierte Räume erhalten, darunter ein kleines Zimmer, das von der Herzogin Maria Amalia ausgestattet wurde. Der Raum hat eine Decke mit drei Segelgewölben, getrennt durch Rundbögen, die von äußeren Pilastern gestützt werden. Die Oberflächen sind sehr reich mit Malereien von Fortunato Rusca und Pietro de Lama nach Zeichnungen von Benigno Bossi verziert.

### Prolunga
Das sehr lange Gebäude namens „Prolunga“ mit einer Gesamtfläche von 3800 m² erstreckt sich von der Rückseite der Villa in Nord-Süd-Richtung, vorbei am „Casinetto“ in der Mitte bis zum „Ghetto“.
Das Gebäude, das ursprünglich zur Aufnahme der Nebenräume, wie der Wäscherei, der Quartiere für das Dienstpersonal, des Gästehauses und der Werkstätten, gedacht war, wurde nacheinander zum Sitz der Verwaltungsbüros, zu Stallungen und schließlich zum Teil zu einem Wohngebäude, das es heute noch in der „Prolonga sud“ ist, die den Fürsten Carrega gehört. Einige Teile dieses Gebäudes wurden aufgegeben und befinden sich in fortgeschrittenem  Verfallsstadium.
Die „Prolunga“ mit ein oder zwei Stockwerken ist durch eine lange Vorhalle, gestützt von dorischen Säulen aus der Reggia di Colorno, gekennzeichnet.

### Casinetto

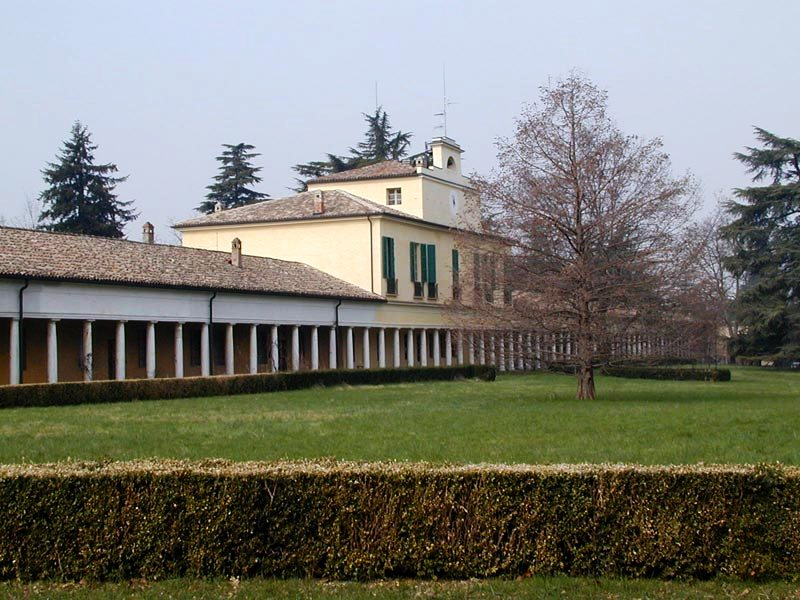
Das „Casinetto“ in der Mitte „Prolunga“

Das „Casinetto“ mit einer Gesamtfläche von etwa 1000 m² erhebt sich in der Mitte der „Prolunga“.
Das Gebäude, das ursprünglich als kleines Hoftheater dienen sollte, gehört seit 1994 dem Konsortium Parco naturale regionale dei Boschi di Carrega, das dort seine Verwaltungsbüros untergebracht hat, ebenso wie das Museo dei Boschi e del Territorio, in dem die historische Holzbibliothek der Fürsten Carrega, eine Mykologieausstellung und einige Objekte der bäuerlichen Tradition aus der Sammlung von Pietro Miodini gezeigt werden.
Das symmetrische Gebäude hat in Fortsetzung der Kolonnaden der „Prolunga“ drei oberirdische Stockwerke. Das erste Obergeschoss öffnet sich zum Monumentalgarten mit einer Reihe von Fenstertüren mit Balkonen, während sich ganz oben in der Mitte ein Uhrentürmchen und als Krönung ein Stufengiebel mit Glockengiebel in der Mitte erheben.

### Ghetto
Der „Corte rustica“ oder auch das „Ghetto“ mit einer Gesamtfläche von 3800 m² erhebt sich neben der „Prolunga nord“ um einen Innenhof, der vom Monumentalgarten aus durch ein Bogenportal zugänglich ist.
Das Gebäude aus dem 18. Jahrhundert wurde im 19. und Anfang des 20. Jahrhunderts erweitert. Später wurden dort einige Handwerksbetriebe untergebracht und Mitte des 20. Jahrhunderts wurde es durch einige unpassende Anbauten erneut umgebaut. Später wurde es aufgegeben und verfiel stark.
Die rustikalen Gebäude, die vollständig verputzt sind, haben ein oder zwei Stockwerke; teilweise gibt es Vorhallen mit Bögen.

### Casa di Pietra
Das „Casa di Pietra“ (dt.: Haus aus Stein) mit einer Gesamtfläche von etwa 950 m² erhebt sich isoliert nördlich des „Corte rustica“.
Das Gebäude, das 1881 zur Aufnahme der Garnison erbaut wurde, wurde später in Richtung Osten erweitert. Es wurde vollständig aufgegeben und befindet sich im Zustand fortgeschrittenen Verfalls; einige Teile sind bereits eingestürzt.
Das Gebäude hat eine breite Vorhalle, die sich über drei Seiten erstreckt.

### Eishäuser
Die Eishäuser, die eine Gesamtfläche von 275 m² haben, sind an den beiden Enden der „Prolunga“ angeordnet.
Das „große Eishaus“, das fast vollständig eingestürzt ist, liegt an der Nordseite des Komplexes.
Das unterirdische „kleine Eishaus“, das vom Konsortium umgebaut wurde, liegt westlich des Landhauses auf der Rückseite der „Prolunga sud“. Es hat ein Kuppeldach und ist über eine Treppe erreichbar.

### Park
Der Regionalpark, der 1982 eingerichtet wurde, um die Aufteilung des Anwesens zu verhindern, erstreckt sich über die ersten Vorberge des Apennin und gehört den Gemeinden Collecchio und Sala Baganza. Der vorwiegend mit Wald, durchzogen von geradlinigen und kurvigen Straßen, bedeckte Park hat auch einige weite Lichtungen und künstliche Seen, die im 19. Jahrhundert nach den Plänen von Carlo Barvitius angelegt wurden.
Der mittlere Teil in der Nähe des Casino dei Boschi, der „Monumentalgarten“ genannt wird, unterscheidet sich von den anderen Teilen des Parks durch die größere Organisation der Räume; es wechseln sich große Rasenstücke mit Waldstücken mit uralten Bäumen ab. Dieser Garten ist durch zwei monumentale Eingänge erreichbar.
Der Hauptzugang von der Via Olma aus besteht aus einer großen, geradlinigen Straße, gesäumt von alten Atlas-Zedern, Libanon-Zedern, einer Mischung aus Zerreichen, Eschen, Manna-Eschen und anderen wild gewachsenen Bäumen. Weiter draußen, jenseits der Rasenflächen, wachsen in den Wäldern weitere Zierbäume, darunter Zypressen, Platanen und Atlas-Zedern.
Der Rasen vor dem Casino dei Boschi ist von einer Allee durchzogen, die von gepflegten Buchshecken gesäumt ist und das Landhaus parallel zur „Prolunga“ mit dem „Ghetto“ verbindet. In der Mitte stechen eine Sumpfzypresse und eine monumentale Platane heraus, während sich in der Nähe der Villa einige Gruppen uralter Pflanzen finden, darunter Eschen, Zedern und Platanen.
Vor dem „Casinetto“ öffnet sich eine geradlinige Allee, gesäumt mit wild gewachsener Vegetation, die zum zweiten Parkzugang an der Via Case Nuove führt. Das Eingangstor ist von der „Portineria Ponte Verde“, einem Gebäude, ähnlich einem alpinen Chalet, flankiert, das als Erfrischungspunkt genutzt wird. Die Straße verläuft weiter nach Osten über die großartige Zedernallee, die zur Villa del Ferlaro führt.
Die Rückseite der „Prolunga“ und die Zonen neben dem „Corte rustica“, sowie an der „Casa di Pietra“ sind mit dichtem Wald aus wild gewachsenen Bäumen bedeckt, unter die sich einige uralte Exemplare von Stieleichen und Traubeneichen mischen. Sie sind auch mit einigen monumentalen Pflanzen von Barvitus, Zedern, Libanon-Zedern, Eschen und – in der Nähe der Alleen – einigen Buchsbäumen gemischt.